# Aaspere
Aaspere är en by (estniska: küla) i Haljala kommun i landskapet Lääne-Virumaa i norra Estland. Byn ligger cirka 80 kilometer öster om huvudstaden Tallinn, på en höjd av 89 meter över havet och antalet invånare är 315.
Terrängen runt Aaspere är mycket platt. Runt Aaspere är det glesbefolkat, med 15 invånare per kvadratkilometer. Närmaste större samhälle är Rakvere, 15,6 km sydost om Aaspere. Omgivningarna runt Aaspere är en mosaik av jordbruksmark och naturlig växtlighet.
Trakten ingår i den hemiboreala klimatzonen. Årsmedeltemperaturen i trakten är 2 °C. Den varmaste månaden är juli, då medeltemperaturen är 17 °C, och den kallaste är februari, med −12 °C.